# Schütz-Jahrbuch
Das Schütz-Jahrbuch ist ein seit 1979 jährlich erscheinender Aufsatzband mit musikwissenschaftlichen Abhandlungen über die Musik und Musikkultur im 17. Jahrhundert, bevorzugt im Umkreis des Komponisten Heinrich Schütz. Die Beiträge werden zumeist in deutscher, vereinzelt auch in englischer Sprache veröffentlicht.

## Hintergrund
Kurt Gudewill, Präsident der Internationalen Heinrich-Schütz-Gesellschaft, war 1979 maßgeblich an der Gründung des Jahrbuchs beteiligt.

## Inhalt
Einen Schwerpunkt des Jahrbuchs bilden die Referate und Vorträge der Heinrich-Schütz-Tage sowie der Internationalen Heinrich-Schütz-Feste, daneben werden freie Beiträge publiziert, außerdem in unregelmäßigen Abständen Schütz-Bibliographien. Die Themen der Beiträge umfassen das ganze Spektrum barocker Musik: Fragen zur Biographik, zur Gattungsgeschichte, zur Analyse sowie zur Aufführungspraxis und vieles mehr.

## Herausgeber
Die Jahrgänge 1 bis 18 (1979 bis 1996) des Schütz-Jahrbuchs wurden von Werner Breig in Verbindung mit Hans Michael Beuerle (Jahrgang 1–5), Friedhelm Krummacher, Stefan Kunze (Jahrgang 1–14), Wolfram Steude (seit Jahrgang 6) und Eva Linfield (seit Jahrgang 14) herausgegeben. Die Schriftleitung übernahm mit Jahrgang 13 (1991) Walter Werbeck. Von 1997 bis 2014 und noch einmal 2021 fungierte Werbeck als Herausgeber. 2015 bis 2020 gab Jürgen Heidrich das Jahrbuch heraus, und seit 2022 ist Michael Meyer Herausgeber. Die Edition des Schütz-Jahrbuchs erfolgt im Auftrag der Internationalen Heinrich-Schütz-Gesellschaft in Kassel. 

## Bibliographische Angaben
- Michael Meyer (Hrsg.): Schütz-Jahrbuch. Im Auftrag der Internationalen Heinrich-Schütz-Gesellschaft e.V. Bärenreiter, ISSN 0174-2345 (Digitalisate 1979–2018).